# Simpsonville (Kentucky)
Simpsonville és una població dels Estats Units a l'estat de Kentucky. Segons el cens del 2000 tenia 1.281 habitants.

## Demografia
Segons el cens del 2000, Simpsonville tenia 1.281 habitants, 489 habitatges, i 352 famílies. La densitat de població era de 377,6 habitants/km².
Dels 489 habitatges en un 44,2% hi vivien nens de menys de 18 anys, en un 54,8% hi vivien parelles casades, en un 13,7% dones solteres, i en un 28% no eren unitats familiars. En el 23,3% dels habitatges hi vivien persones soles el 6,1% de les quals corresponia a persones de 65 anys o més que vivien soles. El nombre mitjà de persones vivint en cada habitatge era de 2,62 i el nombre mitjà de persones que vivien en cada família era de 3,09.
Per edats la població es repartia de la següent manera: un 30,7% tenia menys de 18 anys, un 6,7% entre 18 i 24, un 38,1% entre 25 i 44, un 16,5% de 45 a 60 i un 8% 65 anys o més.
L'edat mediana era de 32 anys. Per cada 100 dones de 18 o més anys hi havia 88,5 homes.
La renda mediana per habitatge era de 45.000 $ i la renda mediana per família de 52.560 $. Els homes tenien una renda mediana de 34.688 $ mentre que les dones 27.431 $. La renda per capita de la població era de 17.443 $. Entorn del 7,7% de les famílies i el 6,5% de la població estaven per davall del llindar de pobresa.

## Poblacions més properes
El següent diagrama mostra les poblacions més properes.